# Parc national de Reinheimen
Le parc national de Reinheimen est un parc national situé dans les comtés de Møre og Romsdal et d'Innlandet en Norvège. Créé le 24 novembre 2006, il s'étend sur 196 900 hectares et abrite de nombreuses montagnes et vallées.
Pour protéger les rennes sauvages du parc, aucune publicité pour le tourisme n'y est faite.

## Description
Le parc est l’une des plus grandes zones sauvages encore intactes de l’ouest de la Norvège. Une grande partie de l’écosystème alpin d’origine, comprenant les rennes sauvages, les gloutons, les aigles royaux, les faucons gerfauts et les lagopèdes, est encore intacte. Le point plus bas est au fond de Trollveggen à 130 m. Les plus hautes montagnes du parc s’élèvent à plus de 2 000 mètres. Le paysage de Reinheimen est extrêmement varié. À l’ouest, il est très spectaculaire, avec des pics pointus et des crêtes acérées, et des rivières qui coulent rapidement. Vers l’est, le terrain est plus doucement incliné, des plateaux se produisent, les vallées sont plus larges et les rivières coulent plus lentement. Plusieurs rivières prennent leurs sources dans le parc : Istra, Rauma, Lora, Finna/Skjerva, Valldøla et Tora/Føysa.

## Galerie

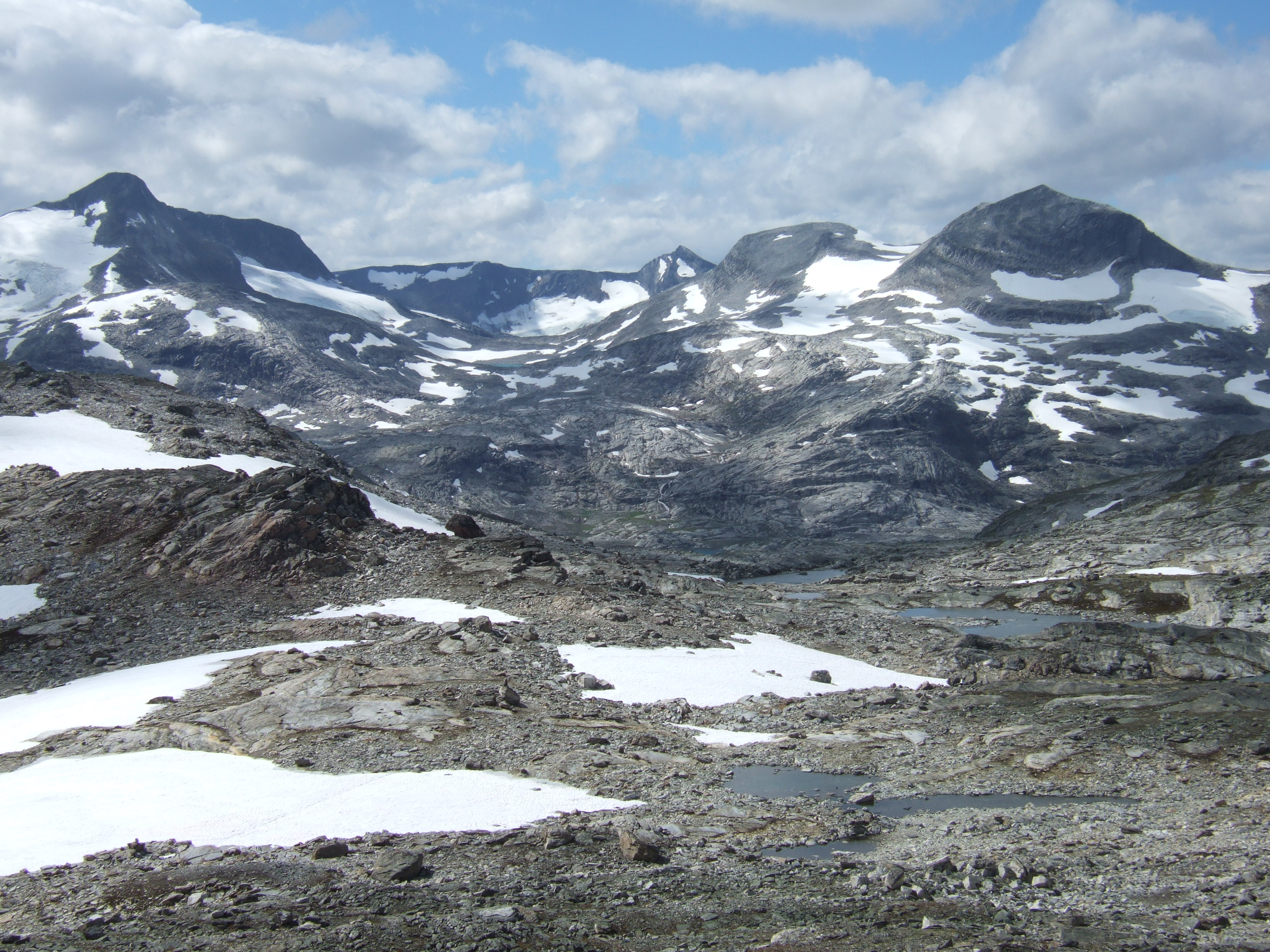